# Kongemosekultur
Kongemosekultur er benævnelsen på den skov- og kystjægerkultur, der i mellemste del af jægerstenalderen udøvedes i det sydlige Skandinavien. Som følge af stigende havniveau blev skovene mindre og havområderne større, og denne udvikling fremmede en omlægning af livsformen i retning mod forøget havjagt.

## Indledende oversigt
Kongemosekultur er benævnelsen på den skov- og kystjægerkultur, der i mellemste del af jægerstenalderen, nærmere bestemt ca. 6.400 – ca. 5.400 f.Kr udøvedes i det sydlige Skandinavien. Kongemosekulturen underinddeles i tidlig kongemosekultur (ca. 6.400 – ca. 6.000 f.Kr.), mellemste kongemosekultur (ca. 6.000 f.Kr. – ca. 5.700 f.Kr.) og sen kongemosekultur (ca. 5.700 f.Kr. – ca. 5.400 f.Kr) efter formen på de tilvirkede pile.
| Periode           | tidlig kongemosetid                               | mellemste kongemosetid                                                                 | sen kongemosetid                                                    |
| ----------------- | ------------------------------------------------- | -------------------------------------------------------------------------------------- | ------------------------------------------------------------------- |
| Tidsrum           | 6.400-6.000 f.Kr.                                 | 6.000-5.700 f.Kr.                                                                      | 5.700-5.400 f.Kr.                                                   |
| Typelokalitet     | Roskilde fjord                                    | Villingebæk                                                                            | Vedbæk                                                              |
| Typeredskab (-er) | trapezformede pile                                | rhombiske skævpile                                                                     | smalle skævpile, store skæve tværpile                               |
| Jagtvildt         | kronhjort, rådyr, vildsvin, bæver, sumpskildpadde | urokse, kronhjort, rådyr, vildsvin, ræv, gråsæl, marsvin                               | kronhjort, rådyr, vildsvin                                          |
| Fuglevildt        |                                                   | sule, sort stork, and, knopsvane, rød glente, havørn, trane, sølvmåge, gejrfugl, krage | havørn, krøltoppet pelikan, tjur, lom, and, edderfugl, skallesluger |
| Fisk m.m.         | fladfisk, ål, hornfisk, blåmusling                | pighaj, torsk, gedde                                                                   | torsk, sej, hornfisk, skrubbe, sild                                 |

Kongemosekulturen blev første gang erkendt ved bopladser fundet i 1927 ved Bloksbjerg i den senere udtørrede Klampenborg fjord. I ældre tid kaldtes denne kultur ganske enkelt Gammel Kystkultur. Først efter fundet i 1952 af bopladsen Kongemosen i Åmosen på Vestsjælland blev dette stednavn navngivende for denne kultur.
Kongemosekulturen kendes i sin typiske form dels fra nu havdækkede steder, blandt andet i Smålandsfarvandet og ved Langeland, dels fra Midtjylland, fra det nordlige Sjælland og fra det sydvestlige Skåne.
Kongemosekulturen afløste Maglemosekulturen og blev afløst af Ertebøllekulturen.

### Klima og levevilkår
Kongemosekulturens livsform falder i klimatisk henseende sammen med atlantisk tid (ca. 7.000 f.Kr. – 3.500 f.Kr.), nærmere bestemt dennes mellemste del. Det var en i henseende til levevilkår en overgangstid mellem Maglemosekultur og Ertebøllekultur og kendetegnet ved voldsomme forandringer i både kystliniens forløb, bevoksningens sammensætning og det deraf følgende dyreliv.
I det tidsrum, kongemosekulturen rådede, skete der en kraftig stigning i havets udbredelse således, at det sydskandinaviske område forvandledes fra et udpræget fastlandsområde til et udpræget kystområde med mange større og mindre øer adskilte af havområder. Det landfaste område var således ved overgangen til Ertebølletiden indskrænket til henved halvdelen af, hvad det havde været i Maglemosetiden. At datidens folk har kunnet mærke dette ses af, at mange bopladser nu ligger under havets overflade og må være forladte i takt med havstigningerne. Kongemosekulturen skal derfor givetvis ses som en tilpasning til disse forandringer i klimabetingelser og levevilkår. I takt med, at vandstanden i havet steg og tidligere landområder oversvømmedes, skete der en forskydning fra skovjagt imod udnyttelse af de muligheder, havet bød på: fiskeri og havjagt.

### Livsform
Kongemosekulturen var en jagt- og fiskerilivsform. Bopladserne lå ofte ved smalle strømsteder i fjordområder med gode muligheder for fiskeri, således efter fladfisk, ål, hornfisk, pighaj, torsk, gedde. I indlandet lå bopladsen også ved vandløb, og her har man blandt andet drevet jagt på kronhjort, rådyr, bæver og vildsvin i de omgivende skove. Dyrearter som urokse, bjørn, grævling, ilder og los forsvandt fra øerne i denne periode, dels som følge af jagt, dels fordi øernes isolerede beliggenhed ikke gav mulighed for nyindvandring til erstatning for de dræbte dyr. Af fugle drev man jagt på sule, sort stork, ænder, knopsvaner, rød glente, havørn, sølvmåge, gejrfugl og krage. Det er bemærkelsesværdigt, at skaldyr – i modsætning til i den efterfølgende Ertebøllekultur – synes at have spillet en ubetydelig rolle i kongemosefolkets fødeforsyning.

### Våben og redskaber
Jagten blev drevet med bue og pile, i tidlig kongemosetid fortrinsvis brede, trapezformede pile, i mellemste kongemosetid rhombiske skævpile, og i sen kongemosetid smalle skævpile og store skæve tværpile. Pileformen og den anvendte slagteknik er uens i Jylland og på Sjælland. Andre jagtvåben var flintægspyd og flintægdolke, desuden, med geometriske mønstre ofte smukt dekorerede, hjortetaksøkser. Flint var således den altdominerende stenart ved redskabsfremstillingen. Til fiskeriet anvendtes fiskekroge af ben, lystere af hassel og fiskeruser fremstillede af pilevidjer.

## Fundsteder
- Agerød, Skåne
- Aggemose, Langeland
- Amager strandpark[14]
- Argusgrunden, Lolland
- Blak I-II, Nordøstsjælland
- Bloksbjerg, Nordøstsjælland
- Carstensminde
- Dalhus
- Fjordgården
- Frihavnen
- Gislinge Lammefjord
- Kongemosen, Vestsjælland
- Køge Strandskov, Sjælland
- Musholm Bugt, Vestsjælland
- Månedalen
- Rønbjerg, Nørrejylland
- Saltvad Strand
- Segebro, Skåne
- Sidinge Fjord
- Storø
- Vedbæk Boldbaner, Nordøstsjælland
- Vejlebro
- Villingebæk Øst, Nordøstsjælland
- Vænget Nord
- Ægvig